# Mazdak
Mazdak – perski filozof żyjący na przełomie V i VI wieku. Przywódca antyfeudalnego ruchu zwanego ruchem mazdakidów, korzeniami sięgający do stworzonego w IV lub V wieku przez Zaraduszta ben Hurrana ruchu zardusztakan (odłam zaratusztrian), którego Mazdak był wyznawcą i zwolennikiem.

## Wydarzenia historyczne
Mazdak wystąpił ze swoimi naukami za panowania Kawada I (488–531), w czasie kryzysu państwa Sasanidów, wywołanego m.in. przegraną wojną z Heftalitami, utratą wschodnich prowincji oraz nadmiernymi podatkami. Postulował równość i zlikwidowanie wielkich własności ziemskich. W połączeniu z rygoryzmem moralnym oraz obroną niższych warstw społecznych, ruch zyskał ogromną popularność wśród mieszkańców Persji.
Szachinszach Kawad I, chcący umocnić swoje panowanie i ograniczyć władzę arystokracji uznał nauki filozofa (prawdopodobnie także nawrócił się na doktrynę Mazdaka). W pierwszych latach panowania Kawada, przez Persję przetaczały się rewolty społeczne wywołane przez mazdakidów. W 496 roku Kawad został obalony przez koalicję możnowładców i uwięziony. Po trzech latach uciekł z więzienia i zdołał odzyskać tron. Po powrocie do władzy, Kawad wycofał się z otwartego wspierania mazdakidów, ale jednocześnie przeprowadził szereg reform w duchu nauk Mazdaka (i wykorzystując niepokoje społeczne i rewolty wywołane po części tymi naukami), które głęboko odcisnęły się na ustroju i życiu społecznym. Między innymi, ustanowił kapłański urząd Obrońcy Biednych - co miało wzmocnić obowiązki kleru wobec niższych warstw społecznych. Jednak przede wszystkim, zreformował podatki i administrację, dając asumpt do zmiany struktury społeczeństwa perskiego, osłabiając możnowładców i latyfundystów, a wzmacniając znacząco mniejszych posiadaczy ziemskich, tzw. dehqanów.
W latach 20. VI wieku Mazdak popadł w niełaskę króla i w 528 roku został na rozkaz władcy zabity. Zachowały się fikcyjne opisy jego śmierci z rąk królewskich siepaczy. Większość jego zwolenników wymordowano, jego doktryna przetrwała jednak przez wiele stuleci, kultywowana przez izolowane społeczności.

## Mazdakaizm
Zasadniczo, z uwagi na brak zachowanych źródeł, niewiele wiadomo o naukach samego Mazdaka. Informacje w tym zakresie bazują w dużej mierze na przekazach dotyczących jego zwolenników, pisanych przez wrogich im komentatorów zoroastriańskich, chrześcijańskich oraz żydowskich.
Mazdakaizm był ruchem religijnym niosącym za sobą poglądy o bardzo daleko idących implikacjach społecznych. Źródła jego zwolennicy wywodzili z zoroastrianizmu (sam Mazdak był zoroastriańskim kapłanem), którego miał być "czystą" odmianą, ale przypisywano mu również silne inspiracje manicheizmem.
Szczególnym wyróżnikiem mazdakaizmu na tle innych ówczesnych ruchów religijnych było twierdzenie, że bogactwo oraz pożądanie są przyczynami wszelkiego zła na świecie i wobec tego, dobra należy dzielić między biednych a kobiety powinny być wspólne. Silny był także w mazdakaizmie element antyklerykalny, skierowany głównie przeciw zoroastriańskiej kaście kapłańskiej. Z tych względów podnoszono, że mazdakaizm był w swych założeniach i poglądach podobny do komunizmu.